# سمير الدهام
سمير الدهام فنان تشكيلي سعودي، ولد في الجبيل عام 1374هـ (1955م). يعد من رواد الفن التشكيلي في السعودية، ومن جيل الفنانين التشكيليين الذين تتلمذوا على أيدي جيل المؤسسين للفن في المملكة العربية السعودية. عين رئيساً للجنة الفنون التشكيلية ورئيساً للجنة الإعلامية والنشر في جمعية الثقافة والفنون عام 1977م، كما عمل مشرفاً على قسم الفنون في جريدة (الجزيرة) من عام 1976م.

## التعليم
حاصل على دبلوم معهد المعلمين الثانوي عام 1971م.

## العمل
- كانت بدايته في الصحافة عام1391هـ (1971م) من خلال العمل في جريدة (الجزيرة) رساماً للكاريكاتير الاجتماعي، والرسوم الرمزية المصاحبة للقصص والقصائد.[6]
- عضو الجمعية العربية السعودية للثقافة والفنون من عام 1395هـ.[7]
- عضو مؤسس في مجموعة الرياض التشكيلية عام 1421هـ.
- عمل رئيساً لتحرير مجلة (الفنون) الصادرة عن الجمعية العربية السعودية للثقافة والفنون.
- مستشار الفنون في وزارة الثقافة.[8]
- كان له دور في تأسيس الجمعية السعودية للفنون التشكيلية (جسفت).[9]

## معارض ولوحات
- شارك مع مجموعة من الفنانينن التشكيليين السعوديين منهم علي بن عبد العزيز الرزيزاء، وناصر التركي، وفهد بن عبد الرحمن الحجيلان، وعبد العزيز بن محمد الناجم، ومحمد بن فارع علي، وفواز بن فهد أبو نيان.
- في معرض (سلام الصحراء) في القاهرة عام 2005م.[10]
- شارك في معرض (نوافذ) في «غاليري أرت بلس» في دبي عام 2015م.[11]
- من أبرز لوحات الدهام لوحة «الشهيد محمد الدرة» التي وضعها الأديب غازي القصيبي غلافاً لديوانه (يا فدى ناظريك).[12]
- لوحة (حي شعبي) وفاز بها بالجائزة الثانية من وزارة الثقافة والإعلام في معرض الفن السعودي المعاصر عام 1427هـ.[13][14]
- اختير أحد أعماله ليعرض في مبنى صالة كبار الزوار في مطار الملك خالد الدولي بالرياض عام 1988م، وهي لوحة منسوجة من السجاد بمقاس 7 أمتار في ارتفاع مترين.[4]

## صدر عنه
كتاب (ألوان في لوحة الحياة) من تأليف ابنه خالد، وتناول في مسيرة سمير الدهام وتاريخه الفني والإعلامي على مدى 45 عاماً.

## الوفاة
توفي يوم السبت 7 ديسمبر 2024م في القاهرة.